# Péter Hannich
Péter Hannich (* 30. März 1957 in Győr) ist ein ehemaliger ungarischer Fußballspieler und aktueller -trainer.
Hannich gehörte in den 1980er-Jahren gehörte zu den Leistungsträgern des Győri ETO FC, mit dem er zwei nationale Meisterschaften (1982, 1983) gewann. Sein Debüt im ungarischen Nationalteam gab er am 18. April 1982 gegen Peru. In insgesamt 27 A-Länderspielen erzielte er zwei Treffer für die Magyaren. Bei der Weltmeisterschaft 1986 in Mexiko schied Hannich mit der ungarischen Auswahl in der Vorrunde aus, Hannich kam dabei nur im letzten Gruppenspiel zum Einsatz.
In der Saison 1981/82 wurde der Mittelfeldspieler mit 22 Saisontoren Torschützenkönig der Nemzeti Bajnokság. In der Saison 1986/87 spielte er in Frankreich für die AS Nancy. Von 1988 bis 1991 war er für den MTK Budapest FC aktiv.